# Amoräer
Amoräer (aramäisch אמוראים Amora'im, „die Sprechenden“ oder „die über etwas Berichtenden“; Singular אמורא Amora) waren jüdische Gelehrte des 3. bis 5. Jahrhunderts in Babylonien und in Palästina, die sich über das mündliche Gesetz (die mündliche Tora) „unterhalten“ oder über es „erzählt“ haben. Ihre Diskussionen wurden in der Gemara kodifiziert. Die Amoraim folgten den Tannaim in der Reihe der jüdischen Gelehrten.

## Die Periode der Amoraim
Die ersten babylonischen Amoraim waren Abba Arikha, mit dem Ehrentitel Rav, und sein Zeitgenosse und Diskussionspartner Samuel von Nehardea. Unter den ersten Amoraim in Israel waren Rabbi Jochanan bar Nappacha und Simeon ben Lakisch. Traditionell wird die Periode der Amoraim, auch abhängig davon, wo man anfängt und wo man aufhört, in sechs bis acht Generationen unterteilt. Als letzte der Amoraim zählt man gewöhnlich Rabina I. und Rab Aschi sowie Rabina II., den Neffen von Rabina I., welche – nach traditioneller Auffassung – den babylonischen Talmud um 500 n. Chr. kodifizierten.
Im Talmud selbst verweist der Singular amora auf einen Gehilfen des lehrenden Rabbiners: Der Rabbiner formulierte seine Ausführungen kurz für sich, und der amora wiederholte das Gesagte für die Öffentlichkeit, indem er es auch ggf. übersetzte und nötige Erklärungen hinzusetzte.

## Bekannte Amoraim
Die folgende Liste ist eine zusammenfassende Darstellung der bekanntesten Amoraim. Der Talmud nennt ca. 3000 dieser babylonischen oder palästinischen Gesetzeslehrer. Generell sind die historischen Identifizierungs- und Zuordnungsprobleme groß, Legendenbildung und Historizität sind oft untrennbar miteinander verbunden. Ein Beispiel: Rab Kahana (im Palästinischen Talmud stets ohne Titel Kahana), Amoräer der zweiten Generation, ein Schüler Rabs, kam von Babylonien nach Palästina, wo er zum Kreis Jochanans und Simeons b. Lakisch gehörte. Nicht weniger als sechs verschiedene babylonische Amoräer hießen Rab Kahana, drei von ihnen kamen auch nach Palästina.

### Die erste Generation (ca. 220–250)
- Abba Arikha (gest. 247) war der letzte der Tannaim und der erste der Amoraim. Er war Schüler von Jehuda ha-Nasi und zog von Palästina nach Babylonien (219). Er war Gründer und Dekan der Akademie in Sura.
- Abba bar Abba, in Babylonien
- Rab Assi, in Babylonien
- Bar Pedaja (Jehuda bar Pedaja)
- Chama bar Bisa, in Palästina
- Chanina bar Chama, in Palästina
- Chizkijja ben Chijja
- R. Efes aus Südjudäa
- Hoschaja, in Palästina
- Rabbi Jannai, in Palästina
- Jehoschua ben Levi (frühes 3. Jh.), leitete die Schule in Lydda
- Jehuda II. (frühes 3. Jh.), Schüler und Enkel von Jehuda ha-Nasi, und Sohn und Nachfolger von Gamaliel III. als Nasi. Manchmal auch genannt Rabbi Judah Nesi'ah, und selten auch Rabbi wie sein Großvater.
- Jehuda ben Chijja
- Jonatan ben Eleasar, aus Babylon nach Palästina gekommen
- Jose ben Zimra, in Palästina
- Qarna
- Rabba bar Chana
- Mar Samuel (gest. vermutlich 254), Schulhaupt in Nehardea
- Schela, in Babylonien
- R. Simeon ben Jehotsadaq, in Palästina
- Mar Uqba(n), in Babylonien
- R. Zabdai ben Levi, in Palästina[1]

### Die zweite Generation (ca. 250–290)
- Abba bar Zabdai (oder Zabda), in Palästina
- Abimi, in Pumbedita
- Rab Adda bar Ahaba, (3./4. Jh.), Schüler von Rab
- R. Alexander (Alexandrai)
- Rav Bruna, Beruna oder Berona, in Babylonien
- Chama bar Chanina, in Palästina
- Chanina (2. Generation), in Palästina, Vater des Acha b. Chanina
- Charifin, in Pumbedita
- R. Chijja bar Josef, in Palästina
- Chilfa, in Palästina
- Efa, in Pumbedita
- Rab Geniba, in Sura, von den Persern hingerichtet
- Giddel, in Babylonien
- Rab Huna, Schüler von Rab und Mar Samuel. Dekan der Akademie von Sura
- Isaak ben Eleasar, in Palästina
- Rab Jehuda bar Jechezqel (gest. 299), Schüler von Rab und Mar Samuel. Dekan der Akademie von Pumbedita
- Rab Jirmeja bar Abba (palästinisch Jirmeja bar Wa), in Babylonien, älterer Schüler Rabs
- Jochanan bar Nappacha (gest. vermutlich 279), Schüler u. a. von Rabbi Jannai. Dekan der Schule von Tiberias Erstautor des palästinischen Talmud
- R. Jonatan aus Bet Gubrin (Eleutheropolis), in Palästina
- R. Joschijja, in Chutsal
- R. Jose ben Chanina, in Palästina
- Rab Kahana (2. Generation)
- Mani I. (= Mana bar Tanchum)
- Rab Mattena, in Babylonien, Schüler Samuels
- R. Meascha, in Palästina
- Rab Qattina, in Sura
- Rabbah bar Abuha, in Babylonien, Schwiegervater des Rab Nachman
- Ruben, in Palästina
- Resh Laqisch (Rabbi Simeon ben Laqisch) (gest. spätes 3. Jh.), Schüler von Rabbi Jannai und Kollege von Jochanan bar Nappacha
- Simlai, in Palästina
- R. Tanchum ben Chanilai, in Palästina
- Mar Uqba(n) II., Exilarch

### Die dritte Generation (ca. 290–320)
- Abba II., Babylonier
- R. Abba aus Akko
- R. Abba bar Kahana, in Palästina
- R. Abba bar Memel, in Palästina
- Rabbi Abbahu (gest. frühes 4. Jh.), Schüler von Jochanan bar Nappacha. Dekan der Schule/Jeschiwa in Caesarea.
- R. Acha b. Chanina, in Palästina
- Rab Ammi ben Natan, in Palästina
- Rab Assi, aus Babylonien in Palästina eingewandert
- R. Bebai, in Babylonien
- R. Bebai, in Palästina
- R. Benjamin ben Levi, in Palästina
- Chananja, in Palästina
- Chanina ben Pappai (Palästina)
- Chija bar Abba II., in Palästina
- Rab Chisda (gest. 309), Schüler von Rab Huna. Dekan der Akademie von Sura.
- Dimi aus Haifa
- Ela, in Palästina
- Eleasar ben Pedat, in Palästina
- Hamnuna Sabba, in Babylonien
- Hela, in Palästina
- Hoschaja (= Hoschaja II.)
- Huna bar Chijja, in Babylonien
- R. Isaak II. (= Isaak Nappacha), in Palästina
- Rab Isaak bar Abdimi (Eudemos), in Babylonien
- R. Isaak bar Nachman, in Palästina
- Jakob bar Idi, in Palästina
- R. Jannai (Jannaj), in Palästina
- R. Joschijja, in Palästina
- Rab Josef (gest. 333), Schüler von Rab Huna und Rab Jehuda. Dekan der Akademie von Pumbedita.
- Juda III. (gest. frühes 4. Jh.), Schüler von Jochanan bar Nappacha. Sohn und Nachfolger von Gamaliel IV. als Nasi, und Enkel von Judah II.
- R. Judan bar Jischmael, in Palästina
- Levi, in Palästina
- Rab Nachman bar Chisda, in Babylonien
- Rab Nachman bar Jakob (gest. 320), Schüler des Samuel. Leitete zwar keine eigene Schule/Jeschiva, war aber ein häufiger Teilnehmer an den Diskussionen der Schulen/Jeschivot in Sura und Mahuza.
- Rabba bar bar Chana, in Babylonien
- Rabbah bar Rab Huna, nach dem Tode Chisdas dreizehn Jahre wichtigster Lehrer in Sura
- Rabbah (Rabba bar Nachmani), gest. 330, Schüler von Rab Huna und Rab Jehuda. Dekan der Akademie von Pumbedita.
- Rab Rachba von Pumbedita
- Rami (R. Ammi) bar Abba, in Babylonien
- R. Samuel bar Isaak, in Palästina
- Rabbi Samuel bar Nachman, in Palästina
- Rab Scheschet (Babylonien)
- Simon ben Pazzi
- Tanchum bar Chijja, in Palästina
- Ulla bar Jischmael, in Babylonien
- Rab Zera I. (Palästina)
- R. Zeriqa(n), in Palästina

### Die vierte Generation (ca. 320–350)
- Abaje (gest. 339), Schüler von Rabba, Rab Josef und Rab Nachman bar Jakob. Dekan der Schule/Jeschiva in Pumbedita
- R. Abba bar Ulla (Rabba Ulla)
- R Abin I. (auch Abun oder Bun, abgekürzt Rabin), in Palästina
- Acha aus Lydda, in Palästina
- R. Acha bar Jakob, in Pafunja
- R. Adda II. bar Ahaba, in Babylonien
- R. Ahaba (Achawa) ben Zera
- R. Aibo, in Palästina
- R. Chaggai, in Palästina
- R. Chanin (Chanan), aus Sepphoris
- R. Chanina b. Abbahu, in Palästina
- R. Chanina b. Acha, in Palästina
- R. Chanina b. Isaak, in Palästina
- R. Chasdai, in Palästina
- Chelbo, in Babylonien und Palästina
- Hillel II. (um 360). Autor des bis heute gültigen jüdischen Kalenders. Sohn und Nachfolger als Nasi von Jehuda III., Enkel von Gamaliel IV.
- R. Huna b. Abin, in Palästina
- Rab Idi bar Abin I., Schüler Chisdas, um 350, in Naresch, später in Schekhantsib
- R. Jehoschua ben Nechemja, in Palästina
- R. Jehuda bar Simon (ben Pazzi), in Palästina
- R. Jirmeja
- R. Josef bar Chama, in Machoza
- R. Judan, in Palästina
- Rab Nachman bar Isaak (gest. 356), Schüler von Abaje und Raba. Dekan der Akademie/Jeschiva von Pumbedita.
- Raba (Raba ben Josef ben Chama), gest. 352, Schüler von Rabba, Rab Josef und Rab Nachman bar Jakob. Dekan der Schule/Jeschiva von Mahuza
- Rabba bar Schila, in Babylonien
- Rabbah bar Mari
- Rafram ben Papa, in Babylonien
- Rami bar Chama, in Babylonien, Schwiegersohn und Schüler Chisdas, gestorben um 350

### Die fünfte Generation (ca. 350–375)
- R. Abin II., in Palästina
- R. Azarja, in Palästina
- R. Bebaj bar Abaje, in Babylonien
- Berechja, in Palästina
- Chama aus Nehardea, in Babylonien
- Chanina von Sura, in Sura, Babylonien
- R. Chananja II. (Chanina), in Palästina
- R. Chizqijja, in Palästina
- Dimi von Nehardea, in Babylonien
- Huna bar Jehoschua, in Babylonien
- R. Jehuda ben Schalom (Judan), in Palästina
- Jona, in Palästina
- R. Jona aus Botsra, in Palästina
- R. Jose bar Abin (Abun)
- R. Jose II. bar Zabda, in Palästina
- Mani II., in Palästina
- R. Nachman, in Palästina
- Rab Papa (gest. 375), Schüler von Abaje und Raba. Dekan der Akademie/Jeschiva von Naresch (nahe Sura).
- R. Papi, in Babylonien
- R. Pinchas (bar Chama)
- Samuel b. R. Jose beR. Bun, in Palästina
- Tanchuma bar Abba, in Palästina
- Ulla II., in Palästina
- Zera II., in Palästina
- Rab Zerbid (von Nehardea), in Babylonien

### Die sechste Generation (ca. 375–425)
- Rab Acha bar Raba, in Babylonien
- Amemar II., in Babylonien
- Rav Aschi (gest. um 427), Schüler von Abaje, Raba und Rab Kahana. Dekan der Schule/Jeschiva in Mata Mehasia (= Sura). Einer der wichtigsten Erstredaktoren des babylonischen Talmud.
- Huna bar Natan, in Babylonien
- Rab Kahana, in Babylonien
- Mar bar Rabina, in Babylonien
- Mar Sutra (6. Generation), in Babylonien
- Rabina I., in Babylonien

### Die siebte Generation (ca. 425–460)
- Rab Gebiha aus Be Qatil, Schulhaupt in Pumbedita
- R. Idi bar Abin II., in Babylonien
- R. Jemar, in Babylonien
- Mar bar Rab Aschi (= Tabjomi), in Babylonien
- Rab Rafram II., Schulhaupt in Pumbedita
- Rab Richumai (Nichumai), Schulhaupt in Pumbedita
- Rab Sama, Schulhaupt in Pumbedita
- Rabba Tosfaa, in Babylonien

### Die achte Generation (ca. 460–500)
- Rabina II. (gest. um 500), Schüler von Rabina I. und Aschis. Dekan der Jeschiva/Schule in Sura. Er schloss die Redaktion des babylonischen Talmuds ab.
- Rab Nachman bar Rab Huna, Schulhaupt in Sura
- Rab Jose, in Babylonien

### Unsichere oder umstrittene Zuordnung
- R. Chijja ben Gamda